# Мидлтаун (Делавер)
Мидлтаун (енгл. Middletown) градић је у округу Њу Кастл у америчкој савезној држави Делавер. По попису становништва из 2010. у њему је живело 18.871 становника

## Демографија
| Група             | 2000.         | 2010.          |
| Белци             | 4.413 (71,6%) | 10.978 (58,2%) |
| Афроамериканци    | 1.312 (21,3%) | 5.367 (28,4%)  |
| Азијати           | 48 (0,8%)     | 709 (3,8%)     |
| Хиспаноамериканци | 326 (5,3%)    | 1.396 (7,4%)   |
| Укупно            | 6.161         | 18.871         |